# Franco Federici
Franco Federici (Parma, 5 giugno 1938 – Parma, 15 aprile 2013) è stato un basso italiano.

## Biografia
Nato a Parma in una famiglia amante della lirica che lo abituò a frequentare il Teatro Regio sin da bambino, fu notato dalla maestra di canto Clelia Castellana Zotti che, colpita dal suo talento naturale, divenne sua mentore consentendogli di iniziare gli studi presso il Conservatorio Arrigo Boito nel 1960.
Nel triennio successivo vinse diverse borse di studio e concorsi per poi trasferirsi, nel 1963, al Conservatorio Cherubini di Firenze al seguito della Zotti, lì riassegnata; nello stesso anno vinse il concorso dell’ENAL, in virtù del quale fu ammesso ai Corsi di Alto Perfezionamento Lirico del Teatro Comunale di Firenze e de La Fenice di Venezia dove iniziò ad esibirsi.
Dal 1965 iniziò a ottenere ingaggi con frequenza continua, tanto da doversi diplomare come privatista presso il Conservatorio di Parma, nel 1971, con il massimo dei voti.

## Carriera

### Anni settanta
Nel 1970, in Romania, debuttò nel ruolo di Sparafucile nel Rigoletto, con Renato Bruson, Fiorella Pediconi e Umberto Grilli.
Nel 1973 esordì al Teatro Regio di Torino nel ruolo di Raimondo in Lucia di Lammermoor.
Tra gli altri debutti del 1973 spiccano quelli nel Billy Budd di Britten nel ruolo di John Claggart; ne La Gioconda di Amilcare Ponchielli, nel doppio ruolo di Bernabotto e del Cantore; come Comandante di Marina in Manon Lescaut sotto la direzione di Nino Sonzogno.
Negli anni successivi fece presenza fissa sui palchi de La Scala, Arena di Verona, San Carlo, Bellini di Catania fino al 1979, quando stabilì i primi contatti con la Colombia, paese in cui Federici ebbe un periodo artistico intenso.

### Anni ottanta
Negli anni ottanta affiancò costantemente i maggiori protagonisti mondiali dell’Opera: nel 1982 fu Roucher alla Scala di Milano nell’Andrea Chénier di Umberto Giordano, diretto da Chailly, al fianco di José Carreras.
Sempre alla Scala, nel 1983, fu Raimondo in Lucia di Lammermoor al fianco di Luciano Pavarotti. Nello stesso anno fu in tour in Europa con Il Barbiere di Siviglia, Il Trovatore e Tosca (in queste ultime con Plácido Domingo, Juan Pons e Elena Obrazcova) oltre che con Un ballo in maschera e Le maschere di Mascagni.
Il 1985 portò Federici a Santiago del Cile per Macbeth e Così fan tutte, poi in Spagna con Tosca e Il Trovatore.

### Anni novanta
Nella prima metà degli anni novanta Federici fu frequentemente impegnato in Canada, Regno Unito e Nord Europa; al Royal Opera House con Un ballo in maschera e al Het Muziekteater di Amsterdam ne Le nozze di Figaro.
Nel 1995 in Giappone alla Orchard Hall di Tokyo interpretò Bartolo ne Il barbiere di Siviglia e al Baltimore Opera Company, in Manon Lescaut, fu Geronte. Al Florida Grand Opera di Miami fu Don Magnifico ne La Cenerentola e, a Copenaghen al Det Kongelige Teater, di nuovo Bartolo ne Il barbiere di Siviglia.
Nel 1996 fu ingaggiato alla Deutschlandhalle di Berlino per Nabucco nel ruolo del Grande Sacerdote Ramphis per poi tornare a Baltimora nel ruolo del Sagrestano in Tosca. Poi fu a Milwaukee come Don Basilio ne Il Barbiere di Siviglia e, in dicembre, debuttò nel ruolo di Marco ne L’Arlesiana al Teatro Regio di Parma.
Nel 1997 recitò a Lisbona in Gianni Schicchi e ne Il tabarro,  poi in Germania con Aida nel ruolo di Ramphis Gran Sacerdote per tornare a Baltimora ancora nel ruolo di Pistola in Falstaff.

### Anni 2000
Tornò a Baltimora nel 1999 in Andrea Chénier  e nel 2000 per La bohème. A Baltimora recitò ancora per la sua ultima performance estera, nel 2004, con Salomè nel ruolo del Primo Nazareno.
Nel 2003 a Bologna fondò l’associazione A.L.I. (Artisti Lirici Italiani), della quale diventò primo presidente, per la difesa degli interessi della categoria degli artisti lirici solisti.
Dal 2006 ridusse considerevolmente l’attività operistica, dedicandosi prevalentemente ai concerti e all’insegnamento, con l’apertura di due scuole, a Stoccolma e Parma.
Una malattia fulminante pose bruscamente fine alla carriera di Federici che morì il 15 aprile 2013 nella sua casa di Parma.